# Lamiessa eumolpoides
Lamiessa eumolpoides är en skalbaggsart som beskrevs av Bates 1885. Lamiessa eumolpoides ingår i släktet Lamiessa och familjen långhorningar.
Artens utbredningsområde är:
- Guatemala.
- Honduras.

Inga underarter finns listade i Catalogue of Life.